# Ivan Nielsen
Ivan Nielsen (Frederiksberg, Dinamarca, 9 de octubre de 1956) es un exfutbolista danés, se desempeñaba como defensa. Fue internacional con la selección de fútbol de Dinamarca a lo largo de toda la década de los 80.

## Clubes
| Club             | País         | Año       |
| ---------------- | ------------ | --------- |
| Fremad Amager    | Dinamarca    | 1975-1979 |
| Feyenoord        | Países Bajos | 1979-1986 |
| PSV Eindhoven    | Países Bajos | 1986-1990 |
| Fremad Amager    | Dinamarca    | 1990-1991 |
| Boldklubben 1903 | Dinamarca    | 1991-1992 |
| FC Copenhague    | Dinamarca    | 1992-1993 |
| Næstved BK       | Dinamarca    | 1993      |

## Palmarés
Feyenoord
- Eredivisie: 1983-84
- Copa de los Países Bajos: 1980, 1984

PSV Eindhoven
- Eredivisie: 1986-87, 1987-88, 1988-89
- Copa de los Países Bajos: 1988, 1989, 1990
- Copa de Europa: 1988

FC Copenhague
- Superliga danesa: 1992-93

- Datos: Q537085
- Multimedia: Ivan Nielsen / Q537085